# 마이크 도일
마이크 도일(Mike Doyle, 1972년 9월 16일 ~ )은 미국의 영화 감독, 배우, 각본가, 영화 제작자이다.
미국에서 태어났다.

## 출연 작품
- Almost Love (2019)
- XX (2017년)
- 에이미 메이크 쓰리 (2016년)
- 맥스 스틸 (2016년) - 짐 맥그래스 역
- 조니 프랭크 가렛츠 라스트 워드 (2016년)
- 비밀스러운 초대 (2015년) - 토미 역
- 저지 보이즈 (2014년) - 밥 크루 역
- 유아 낫 유 (2014년) - 탐 역
- 모닝 글래스 (2013년) - 본인 역
- 게이바이 (2012년) - 스콧 역
- 유니온 스퀘어 (2012년) - 빌 역
- 라이츠 아웃 (2011년) - 닥터 브레넌 역
- 그린 랜턴: 반지의 선택 (2011년) - 잭 조던 역
- 래빗 홀 (2010년) - 크레이그 역
- 챈스 일병의 귀환 (2009년)
- 헤비 페팅 (2007년)
- P.S 아이 러브 유 (2007년)
- 29 그리고 게이 (2005년) - 앤드 그리피스 역
- 타이드 오브 워 (2005년)
- 달콤한 악마의 유혹 (2004년)
- 사랑에 빠지는 아주 특별한 법칙 (2004년)
- 벨라 마피아 (1997년)
- A Loss of Innocence (1996)
- 타이타닉 (1996년)

### 텔레비전
- Law & Order : 성범죄전담반 1 (1999년)
- 기프티드 맨 (2011년) - 빅터 란츠 역
- 섹스 앤 시티 (1998년)